# Viaduc de la Barricade
Pour les articles homonymes, voir Barricade (homonymie).
Le viaduc de la Barricade est situé sur l'autoroute A89 qui assure la liaison entre Clermont-Ferrand et Bordeaux. Cette autoroute, dont le maître d’ouvrage est l’ASF, est la première grande transversale autoroutière à vocation européenne.
Il se trouve sur le premier tronçon réalisé de 40 km (22 km en Corrèze et 18 km dans le Puy-de-Dôme) entre Ussel Ouest (sortie 23) et Le Sancy  (sortie 25), situé parallèlement à la RN 89. Il permet le franchissement du ruisseau de la Barricade situé près de Merlines. Ce viaduc est situé dans une zone naturelle d'intérêt écologique, faunistique et floristique (ZNIEFF) de type II.
Le viaduc est situé près de la sortie 24, dans les communes d'Aix et Merlines, dans le département de la Corrèze, en France. 
Le viaduc est distant de 200 mètres du viaduc des Bergères. Il se situe également à deux kilomètres à l'ouest du viaduc du Chavanon qui se trouve à la limite entre le Limousin et l'Auvergne.

## Description

### Présentation générale
L’ouvrage d’une longueur totale de 420 m. Il franchit le thalweg du ruisseau de la Barricade profond de 80 m ayant un profil en V relativement équilibré légèrement dissymétrie entre les versants.
L’architecte a choisi de limiter le nombre d’appuis placés sur les versants et d’implanter les piles de part et d’autre du fond de vallée de sorte qu’elles soient sensiblement de même hauteur.
Dans le dossier de consultation des entreprises le tablier présentait quatre travées de portées successives 70 - 100 - 150 - 100 m d’ouest (culée C0) en est (culée C4) en laissant la possibilité de rapprocher la pile P1 de la culée Ouest d’au maximum 10 m.

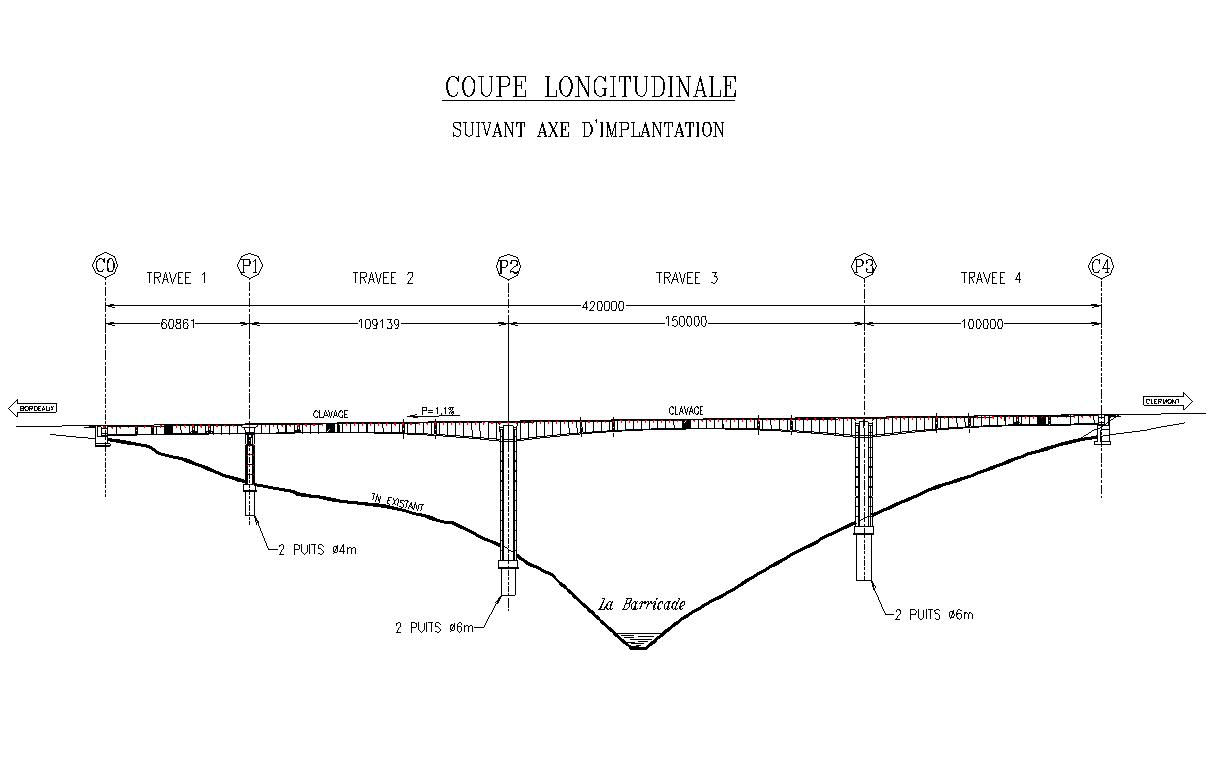
Coupe longitudinale

Les calculs préliminaires de l'entreprise ont montré qu'il y avait intérêt à modifier cette implantation car le fléau sur la pile P1 était trop court et conduisait à des tractions en fibre inférieure sur la pile P1 dans certaines phases de chargement du tablier. Cette modification a conduit à une nouvelle répartition des travées : 60,861 – 109,139 – 150,000 – 100,000 m.
Le profil en long est en rampe ascendante à 1,1 % d’ouest en est.
Le tracé en plan est en alignement droit.

### Géotechnique
La vallée de la Barricade entaille un massif gneissique appartenant à la série métamorphique du Chavanon. C’est un gneiss à biotite et sillimanite de teinte sombre. La foliation est bien marquée, soulignée par les niveaux de biotite.
Aucune faille n’a été observée sur la zone intéressée par le projet. Cependant les sondages ont mis en évidence une très forte fracturation du massif rocheux sous le versant Est sur des épaisseurs supérieures à 15,00 m.
Les forages ont trouvé des niveaux d’eau entre 3 et 14 m de profondeur au-dessus du rocher sain. Des circulations d’eau sont présentes sous chaque versant. Aucune venue d’eau n’est visible dans les versants.
Cependant, lors de la réalisation des terrassements de la plateforme de la pile P3 un accident géologique important a été rencontré début octobre 1997. Des fractures subverticales ouvertes ont été progressivement découvertes au fur et à mesure de l’avancement des travaux de terrassement. Cet accident semble avoir été provoqué par un grand glissement dièdre affectant le versant. La découverte de fentes de traction dans le talus au cours de sa purge au-dessus du plan de glissement a conduit à purger le volume de terrain situé à l’amont pour limiter les risques de glissement et de chute de blocs. Sur le puits sud de la fondation de la pile P3 une fracture avec ouverture importante recoupant la totalité du puits et allant de 7 m de profondeur jusqu’à 17 m a été trouvée. Le prolongement de cette fracture a été trouvé à l’est de la plateforme et a conduit à approfondir les puits pour placer leur niveau de fondation sous le plan de la fente de traction.

### Le tablier
L’ouvrage supporte une autoroute à 2 x 2 voies. Le profil en travers fonctionnel comporte :
- un terre-plein central de 2,10 m comprenant les bandes dérasées de gauche (BDG) et une barrière en béton,
- deux chaussées de 7,00 m de largeur totale,
- une bande dérasée de droite (BDD) de 1,00 m pour chaque chaussée avec une bordure du type BN4 et une corniche caniveau pour recueillir les eaux du tablier.

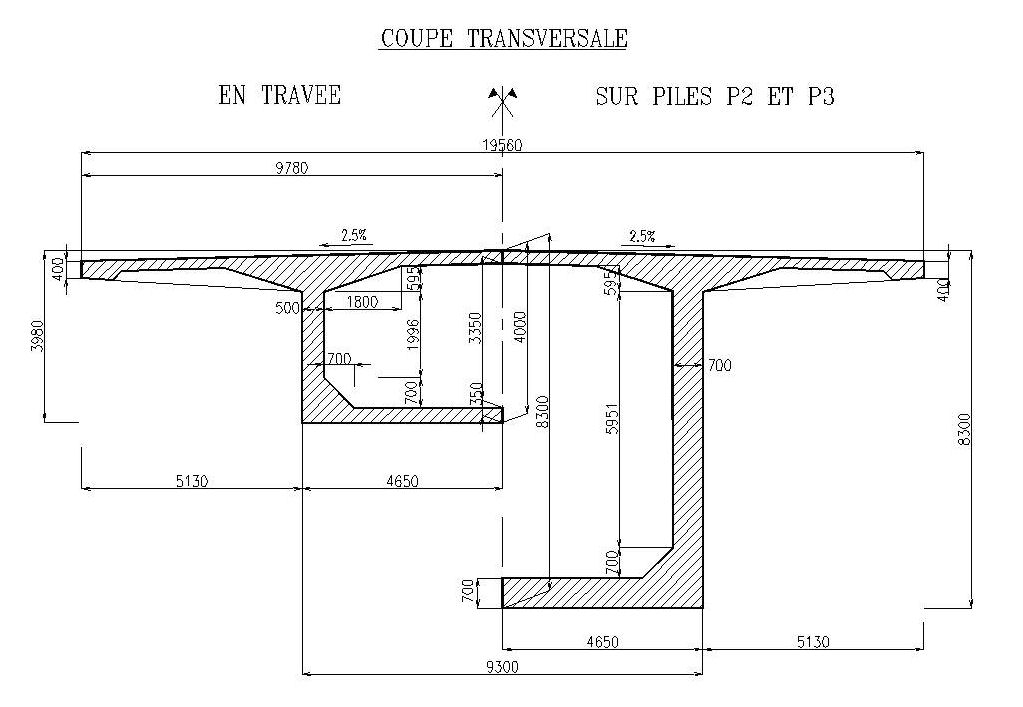
Coupes transversales du tablier, sur les piles P2 et P3 pour la travée de 150 m, et à mi-portée et dans la première travée de rive C0-P1

Le viaduc de la Barricade est un pont en poutre-caisson à âmes verticales en béton précontraint. Le tablier a été réalisé suivant la méthode de construction en encorbellement symétrique à partir de chaque pile à l'aide d'une paire d'équipages mobiles :
- la largeur du tablier est constante et égale à 19,56m,
- la hauteur varie de 8,30m à 4,00m pour les fléaux de 150m sur les piles P2 et P3, elle est constante et égale à 4,00m pour le fléau de P1,
- le caisson de largeur 9,30m a des âmes d’une épaisseur égale à 0,70m sur la plus grande longueur du tablier près des appuis et 0,50m à mi-travée,
- le hourdis inférieur a une épaisseur variable de 0,70m au droit des piles P2 et P3 à 0,35m  à mi-travée.

Les encorbellements ont une portée de 5,13 m. Ils sont raidis par une nervure transversale disposées dans chaque voussoir.
La présence de ces nervures et l’obligation d’en voir une même répartition sur tout l’ouvrage impose un découpage en voussoirs d’égale longueur sur tout le tablier.
Le tablier a été découpé en 124 voussoirs de 3,409 m de longueur. Les voussoirs sur pile (VSP) ont une longueur correspondant à trois voussoirs courants. Les longueurs coulées sur cintre étaient de 28,437 m côté C0 et 26,751 m côté C4. Le bétonnage des clavages des travées étant faites par des équipages mobiles.
La précontrainte longitudinale du tablier se décompose en trois familles de câbles du type 19T15,7 (câbles de précontrainte constitués de 19 torons de 15,7 mm de diamètre) :
- les câbles de fléaux mis en tension au fur et à mesure de l'avancement du bétonnage des voussoirs, disposés à l'intérieur du béton, sont ancrés au niveau du hourdis supérieur sur la tranche des voussoirs,
- les câbles éclisses prévus pour assurer la mise en précontrainte du tablier à mi-portée après le clavage des travées, placés à l'intérieur du béton dans les goussets inférieurs, et sont ancrés dans les bossages inférieurs du caisson,
- les câbles de continuité mis en tension à la fin de la réalisation du tablier, mis en œuvre à l'extérieur au béton, sont ancrés dans les entretoises sur appuis.

Le hourdis supérieur est précontraint transversalement par des câbles de précontrainte du type 4T15,7 disposés au pas de 4 câbles par voussoir.

### Les appuis
Le tablier est encastré sur les piles P2 et P3. Il est simplement appuyé sur des appuis spéciaux à pot sur les culées C0 et C4, ainsi que sur le chevêtre de la pile P1. L'appui fixe dans la direction longitudinale du pont est placé sur la culée C4.

#### Les piles P2 et P3
Le tablier est encastré dans les piles. Pour limiter les efforts provoqués par les déplacements longitudinaux, le concepteur a choisi de réaliser les piles avec des voiles souples en reprenant une solution technique proposée par Jacques Mathivat. Cette solution permet de conserver une raideur en rotation de la pile au niveau du tablier en lui donnant une plus grande souplesse en déplacement longitudinal.
Les piles P2 et P3 sont constituées de deux fûts rectangulaires pleins de 11,30 m de largeur et de 1,50m d'épaisseur, espacés de 4,00m, de 48 m pour P2 et 36 m pour P3. Les angles extérieurs des fûts sont coupés par un chanfrein de 1,00 m par 1,00 m. Ils sont prolongés :
- à l’intérieur des voussoirs sur pile par les entretoises,
- à l’extérieur du tablier par des nervures
Les fondations des piles sont constituées chacune de deux puits marocains de 6,00 m diamètre ancrés dans le substratum sain. Sur chaque pile, ces deux puits sont disposés transversalement avec un entraxe de 10m. Leur profondeur est de 10 m sur la pile P2. Sur P3, la profondeur des puits a été augmentée à la suite des découvertes géotechniques pendant le terrassement, passant de 12 m à 18 m pour le puits nord et 22 m pour le puits sud.

#### La pile P1
La pile P1 est composée par un fût unique de 9,30 m de largeur et de 4,00 m d'épaisseur avec des chanfreins de 1,00 m par 1,00 m aux quatre angles. Le fût est creux sur toute la hauteur sauf sur l’épaisseur du chevêtre.
La pile pile est fondée sur deux puits de 4,00 m de diamètre.

#### Les culées C0 et C4
Les culées sont du type chevêtre sur remblai. Le garde-grève est prévu avec une console en tête pour dégager un espace libre de 2,00 m avec le tablier pour permettre la mise en tension des câbles de précontrainte.
Les culées sont fondées sur semelles superficielles :
- côté Ouest (C0), dans le substratum rocheux compact,
- côté Est (C4), dans le rocher altéré.

## Construction
La construction a commencé par le terrassement des pistes permettant d'accéder aux plateformes faites au droit des appuis pour les réaliser. Ces terrassements sont faits en les limitant au minimum nécessaire à la bonne exécution des travaux. Une étude de ces terrassements a été faite à l'aide d'un programme permettant une modélisation 3D du terrain. Pour permettre la circulation de camions en hiver, les pentes des pistes ont été limitées à 10 %.

### Les puits marocains des fondations
Les puits ont été creusés soit avec un brise-roche hydraulique, soit en minant la roche, par passes de 3 m de hauteur. Après le terrassement d'une hauteur de 3 m, le rocher est protégé par un béton projeté par voie sèche. Après avoir atteint le niveau de fondation, le puits est ferraillé et bétonné.

### Les piles

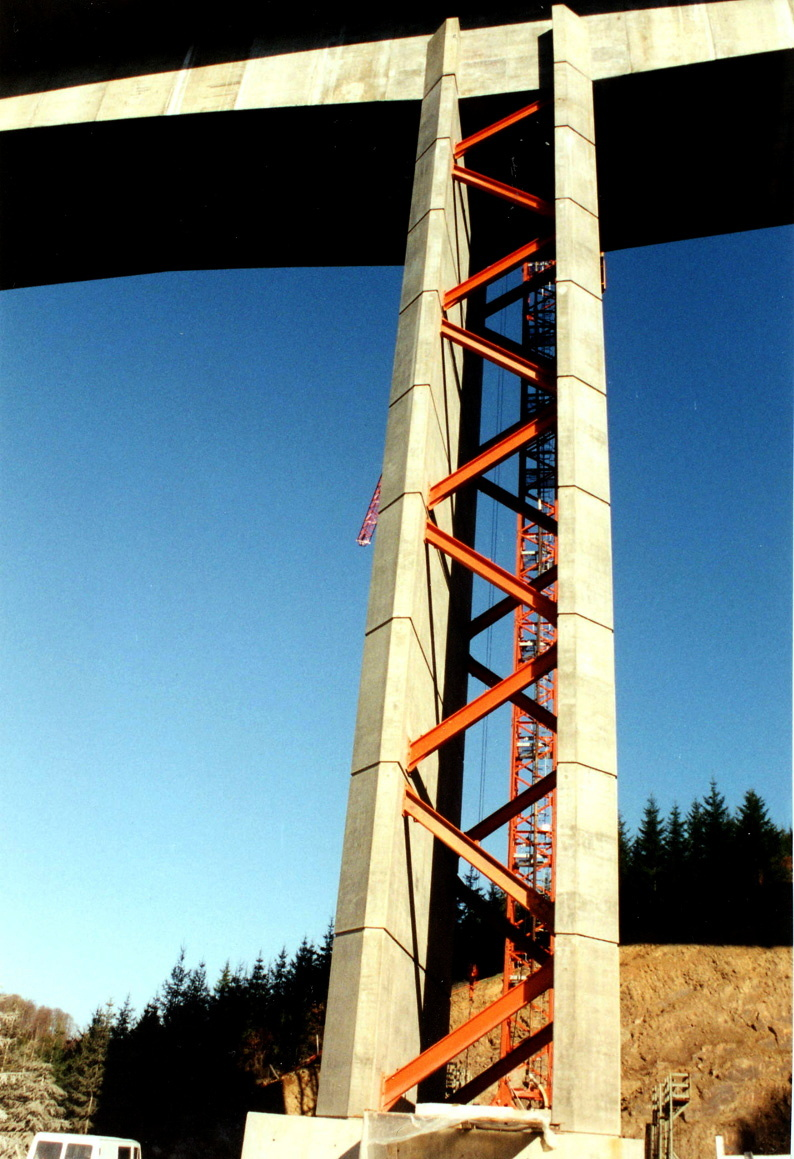
La pile P3 terminée avec son treillis provisoire.

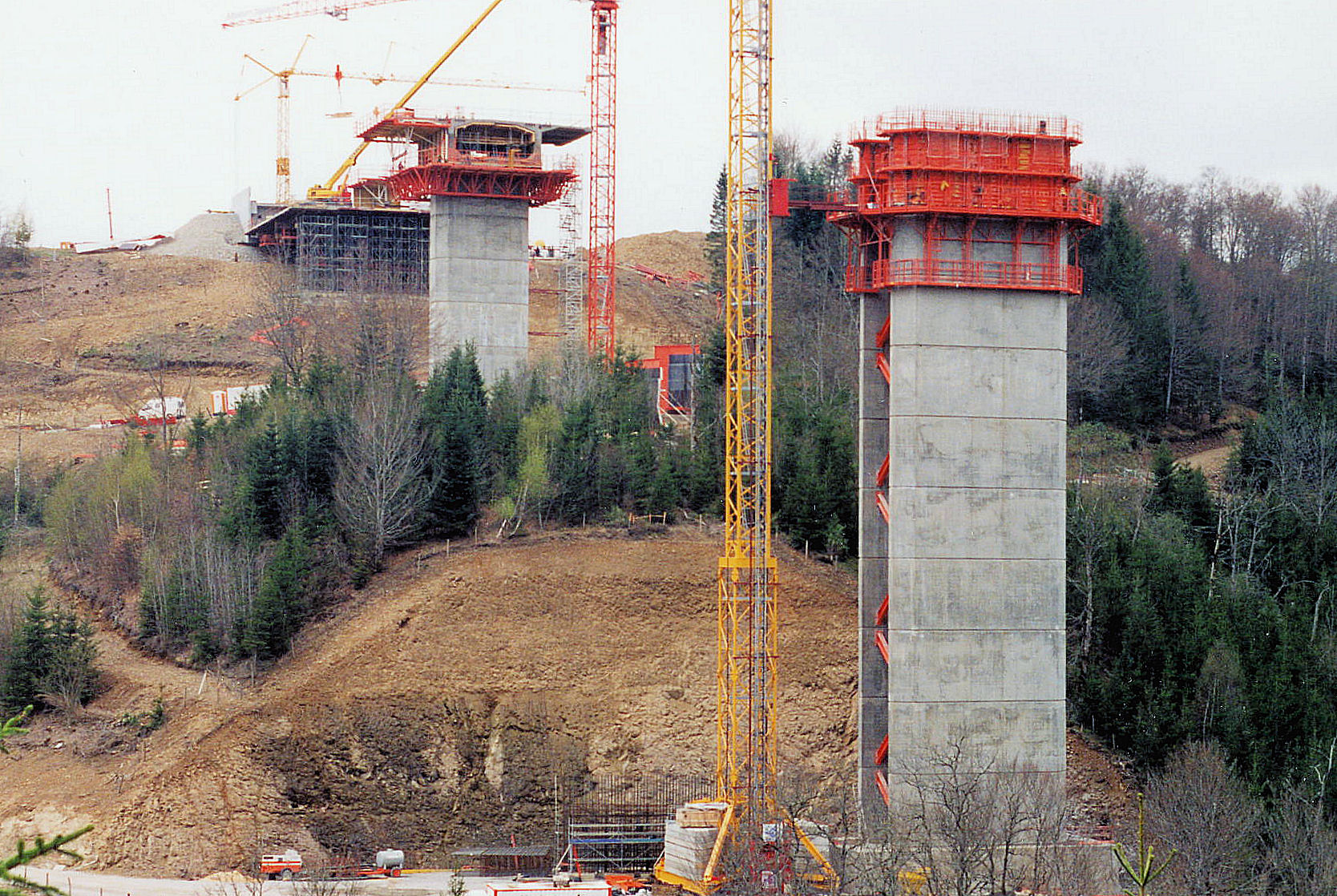
Bétonnage des fûts de la pile P2, du voussoir sur pile de la pile P1, et montage du cintre pour le tronçon du tablier devant la culée C0.

Les piles ont été réalisées à l'aide d'un outil de coffrage grimpant de 4,00 m de hauteur.
Ce coffrage s'adapte aux différentes formes des piles :
- caisson rectangulaire avec des angles coupés pour la pile P1 ;
- deux voiles distants de 4,00 m, de 1,50 m d’épaisseur et 11,30 m de largeur avec des chanfreins de 1,00 x 1,00 m pour les piles P2 et P3.

Les piles à voile souple P2 et P3 n'ont pas une rigidité longitudinale suffisante pendant la construction pour garantir leur stabilité. Le maître d'œuvre a donc prévu de placer un treillis métallique provisoire entre les deux fûts d'une pile avec la possibilité d'ajouter un haubanage provisoire en tête de pile. Les études des effets dynamiques du vent sur les piles à voile souple avec treillis et leur fléau ont montré qu'un haubanage supplémentaire n'était pas nécessaire. Le treillis métallique est monté à l'aide à l'outil-coffrant et démonté après le clavage des fléaux.
Les mises en place de l'outil-coffrant et du ferraillage ont nécessité le montage de grues à tour POTAIN de 16 t au crochet. Pour la pile P2, la plus haute, la grue est montée sur un châssis 8,00 x 8,00 m et un fût renforcé de 2,50 x 2,50 m. Cette solution permet d’avoir 78 m sous crochet en évitant une liaison entre le fût de grue et la pile pour assurer la stabilité de la grue.
Le bétonnage des fûts a été fait par pompage. La cadence est d'une levée de 4 m tous les 3 jours.
Les accès aux piles se font :
- par tour-escalier sur la pile P1 ;
- par ascenseurs fixés sur les mâts des grues pour les piles P2 et P3.

### Le tablier
Le tablier est construit :
- pour les voussoirs sur pile, dans des coffrages métalliques posés sur des plateformes ancrées en tête des piles,
- pour les voussoirs courants, en encorbellements symétriques à partir des voussoirs sur pile à l’aide d’une paire d’équipages mobiles conçus par la société ERCAN,
- pour les voussoirs de clavage, à l’aide de l’équipage mobile,
- pour la partie du tablier se trouvant entre l’extrémité des fléaux de rive (piles P1 et P3) et les culées C0 et C4, dans des coffrages reposant sur un cintre.

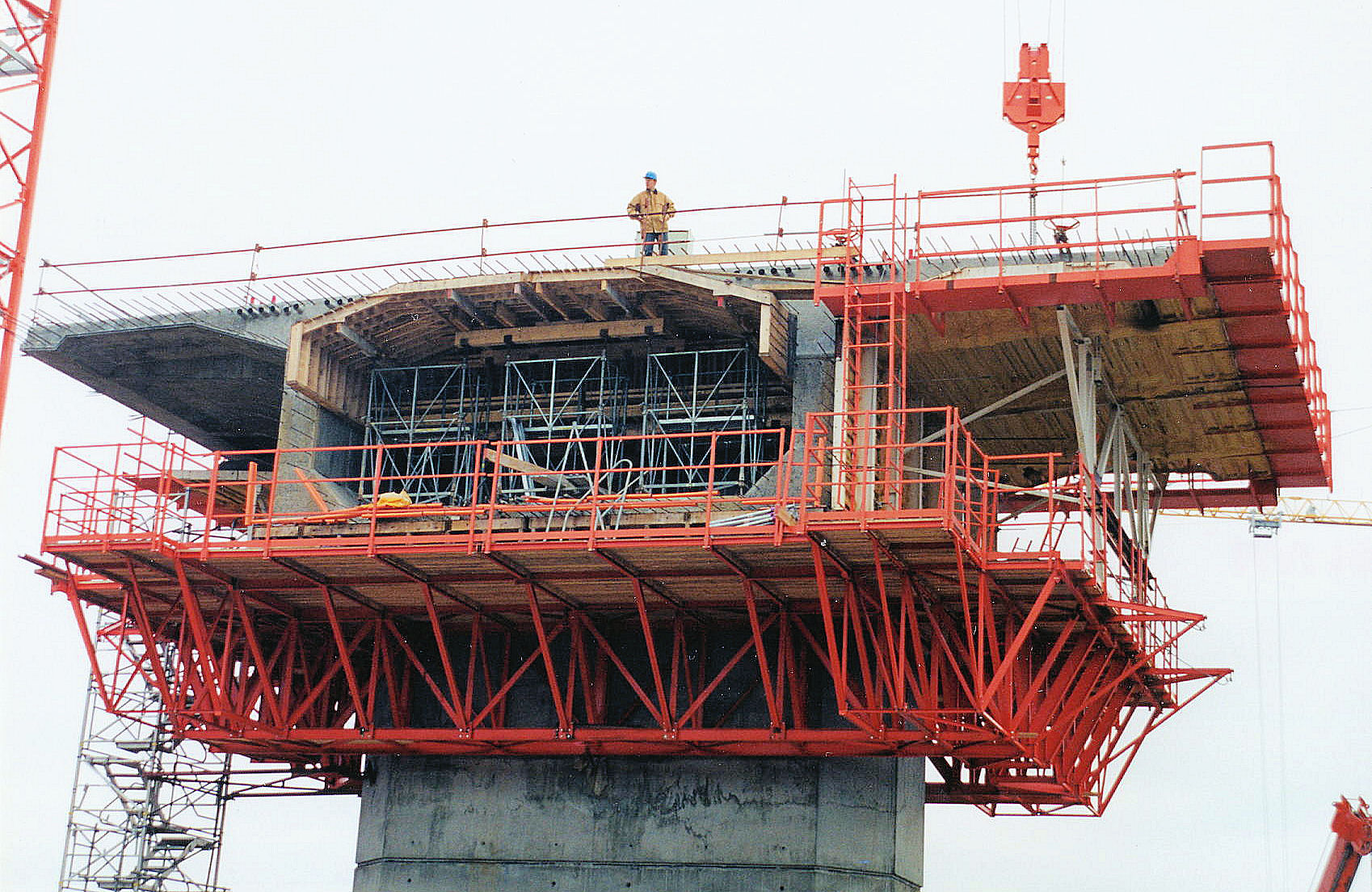
Plateforme pour la réalisation du voussoir sur pile 1
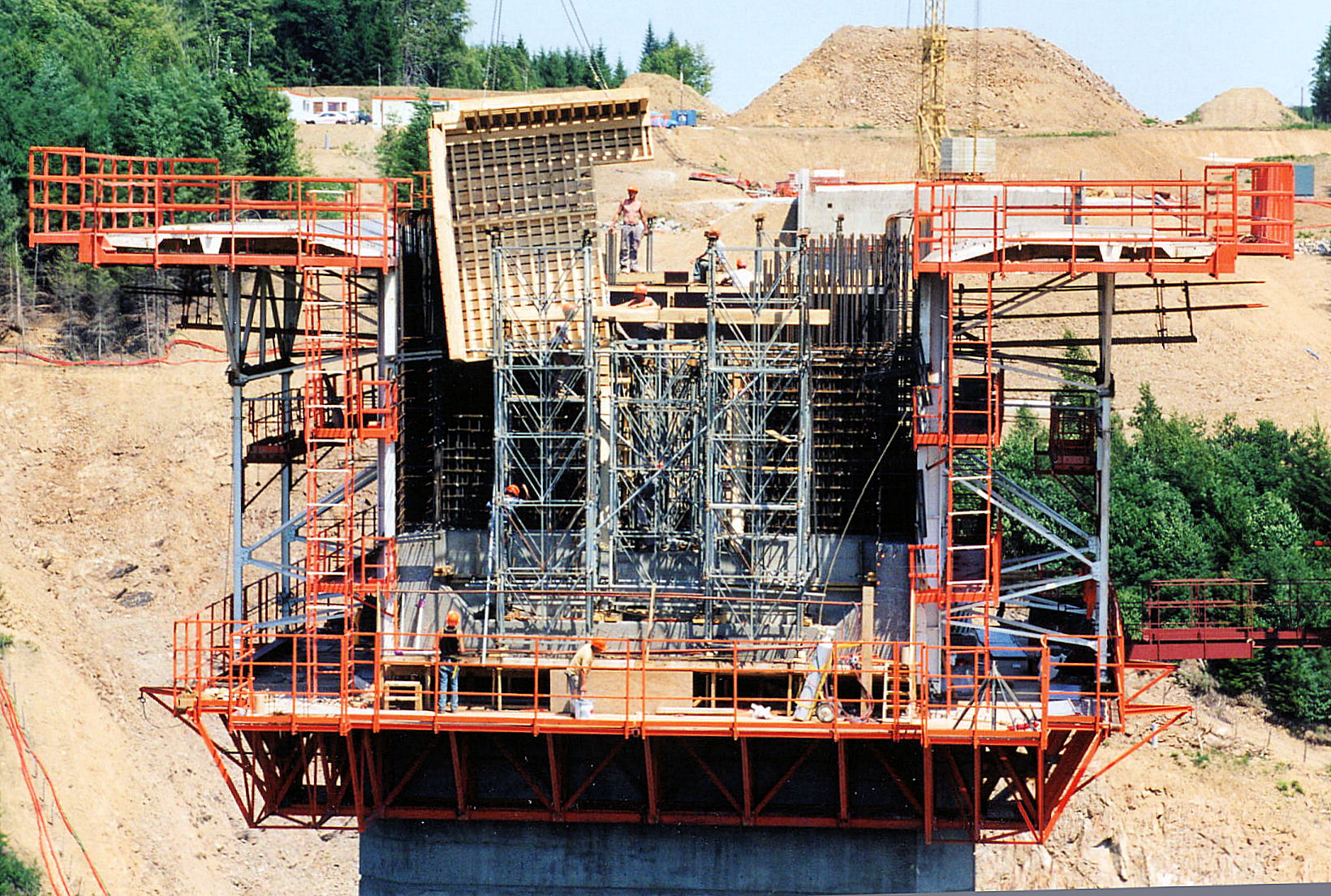
Mise en place du coffrage pour la réalisation du voussoir sur pile 2 ou 3
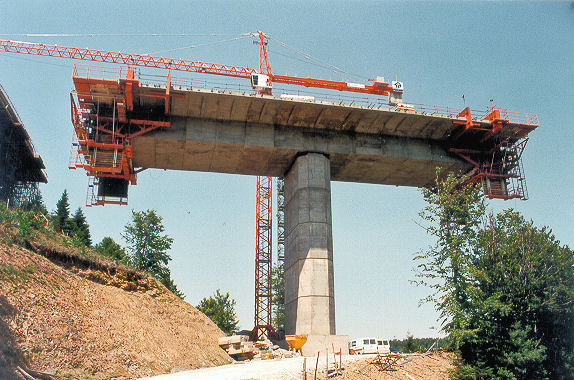
La réalisation du fléau sur la pile P1
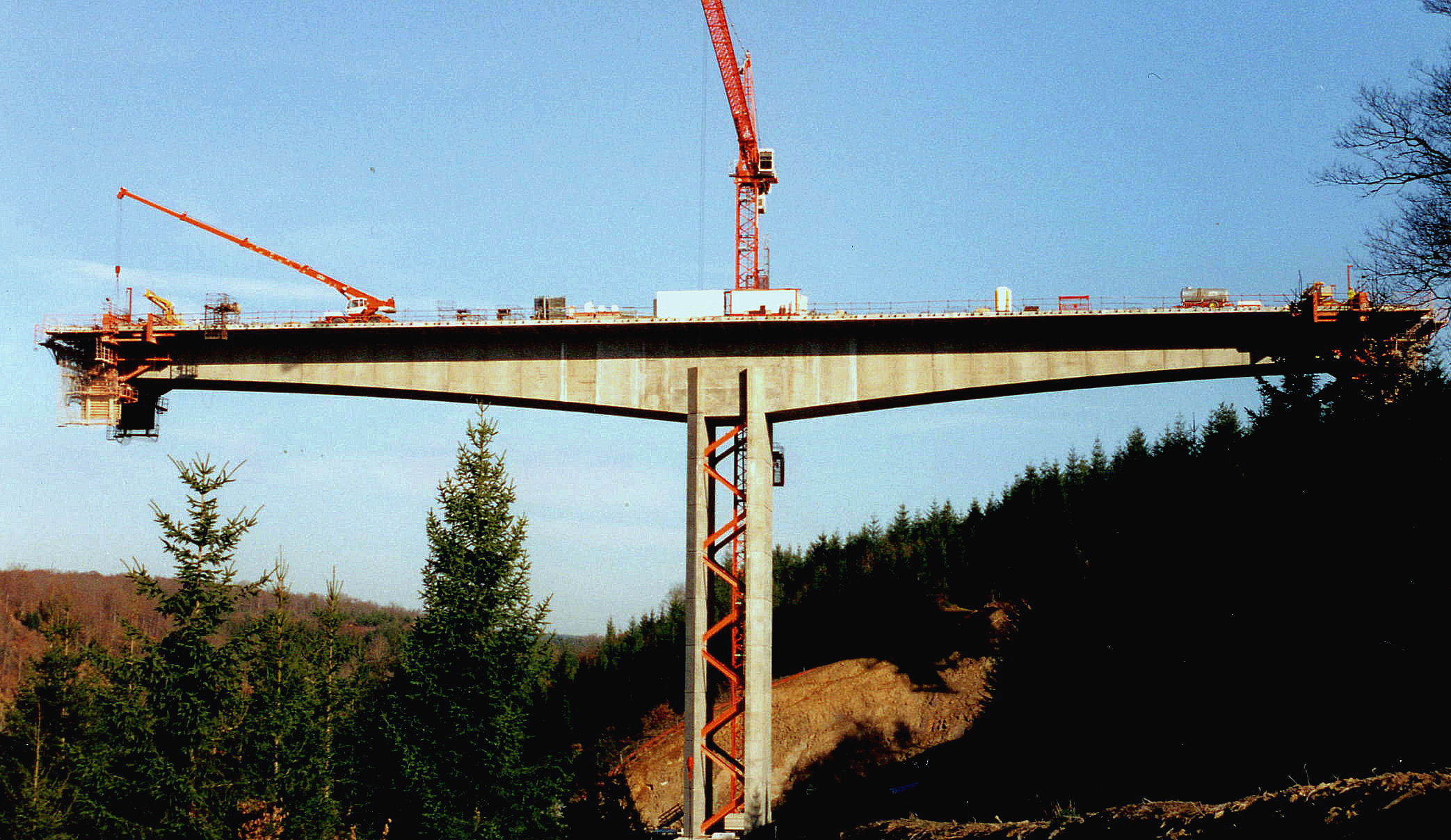
La réalisation du fléau P3 à l'aide d'une grue mobile
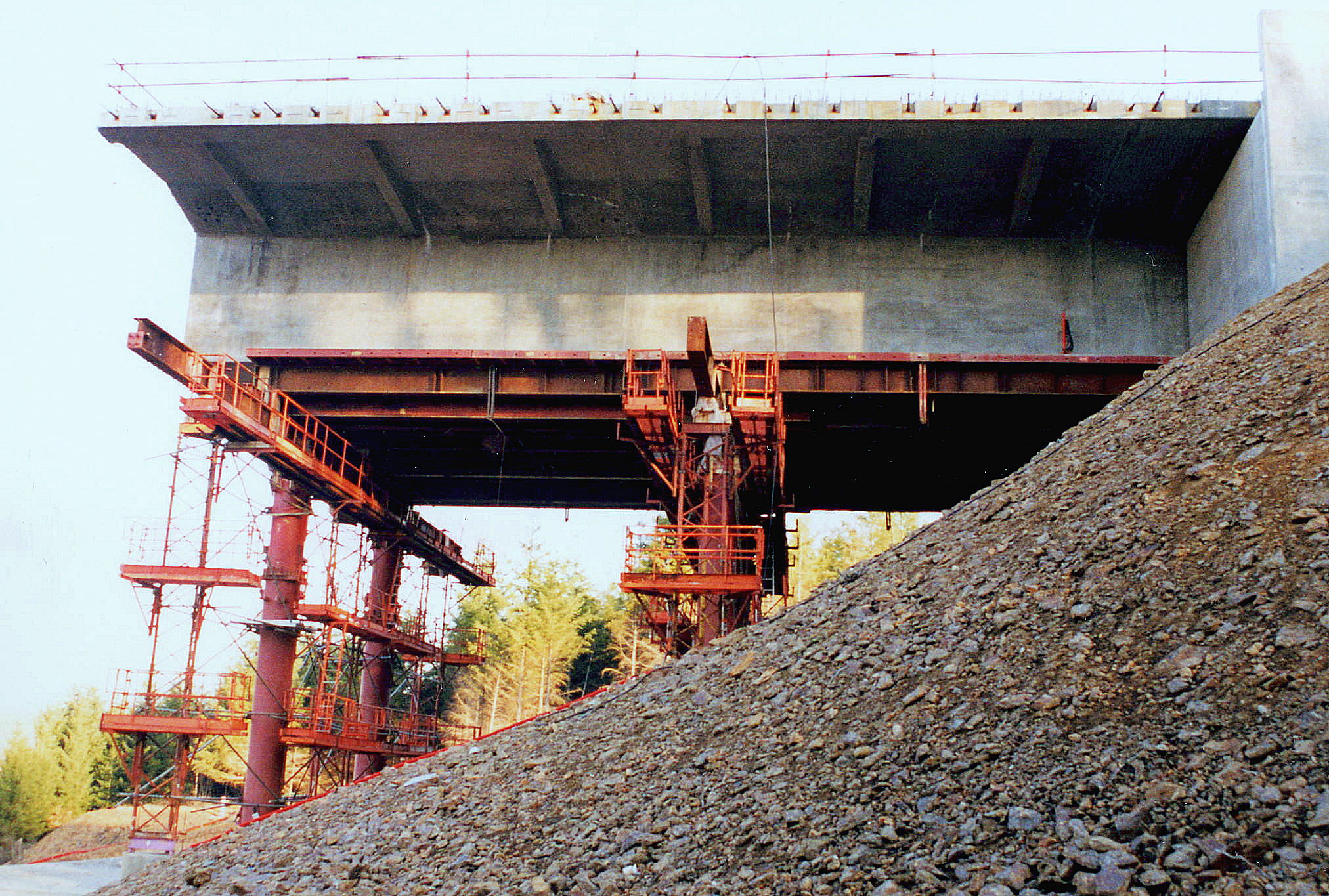
Réalisation du tablier sur cintre

#### Équipages mobiles  du tablier

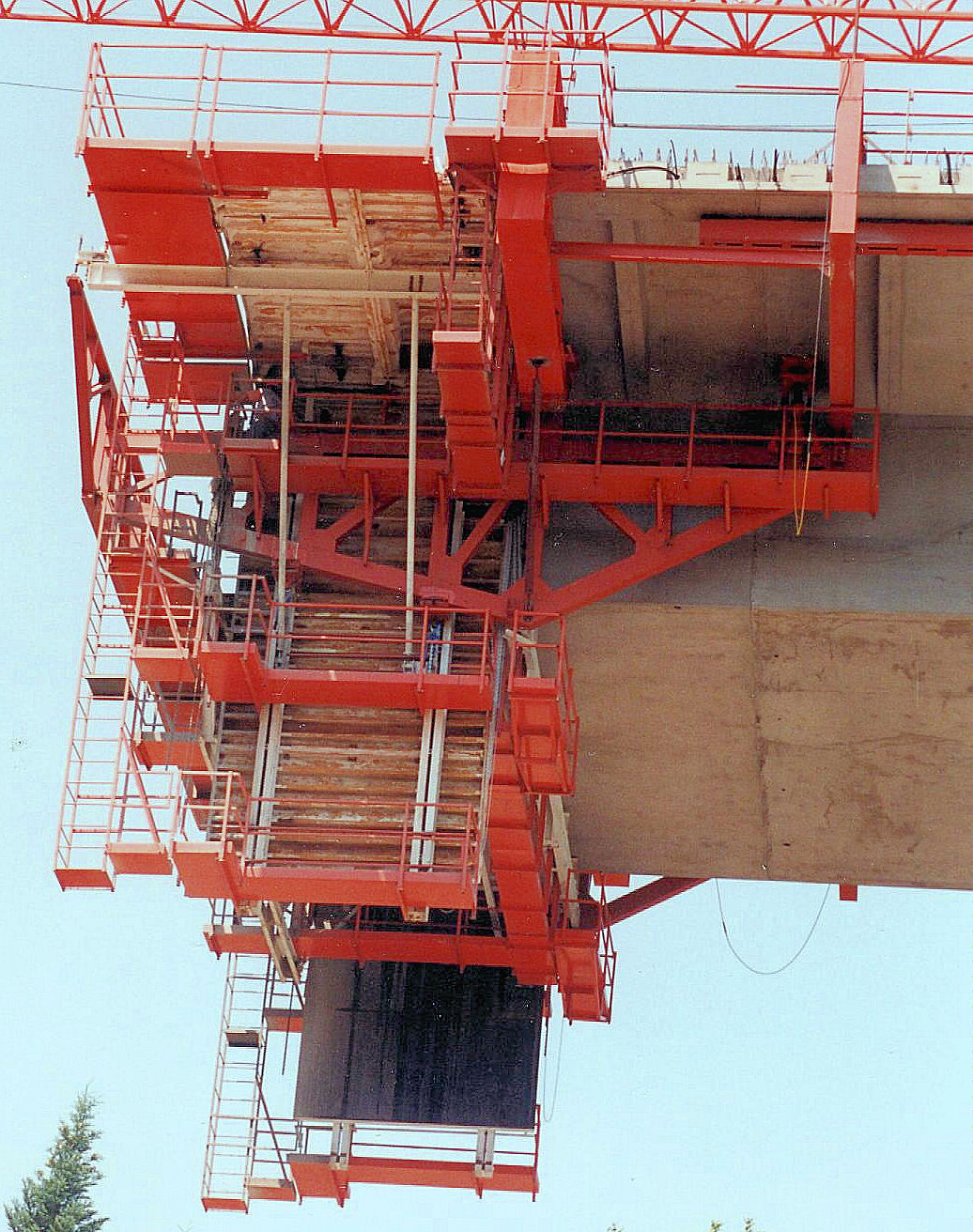
L'équipage mobile pour la réalisation d'un voussoir

L'équipage mobile est du type équipage mobile par en dessous. Cette conception laisse libre la totalité de la surface supérieure pour alimenter le voussoir à réaliser en armatures et en béton. Ce choix de l'entreprise a pour but d'alimenter le plus facilement possible les voussoirs en construction par les grues à tour, en particulier par des ensembles préfabriqués d'armatures.
L'outil-coffrant repose sur une poutre en Cé placée transversalement au-dessus du tablier à 50 cm du joint avec le voussoir à bétonner. Cette poutre reçoit les deux poutres longitudinales placées sous les encorbellements sur lesquelles sont accrochées toutes les pièces du coffrage. En phase de bétonnage, 4 barres de précontrainte reprennent les charges de chaque poutre longitudinale et les transmettent au dernier voussoir bétonné servant d'appui à l'outil-coffrant.
La présence des nervures transversales en sous-face des encorbellements pose deux problèmes :
- sur le décoffrage de la partie extérieure de l’équipage,
- sur le déplacement de celui-ci d’une position à une autre.

L'outil-coffrant a été conçu pour permettre de descendre les éléments du coffrage de 50 cm et, en phase de déplacement de faire reprendre les efforts de bascule des appuis arrières des poutres longitudinales par une seconde poutre en Cé transversale permettant de transférer la charge verticale ascendante due au poids du coffrage à l'extrémité des encorbellements. Sur l'extrados du tablier a été placé entre les poutres en Cé avant et arrière un bras distributeur de béton pour le remplissage en béton du coffrage.
Chaque partie du coffrage a été conçu pour avoir un poids compatible avec la capacité de levage de la grue à tour. Le travail dans une ZNIEFF imposait que les opérations de montage et de démontage d'un équipage mobile ne pouvait se faire qu'à proximité de la pile du fléau le supportant. L'équipage mobile a été conçu pour pouvoir reculer.

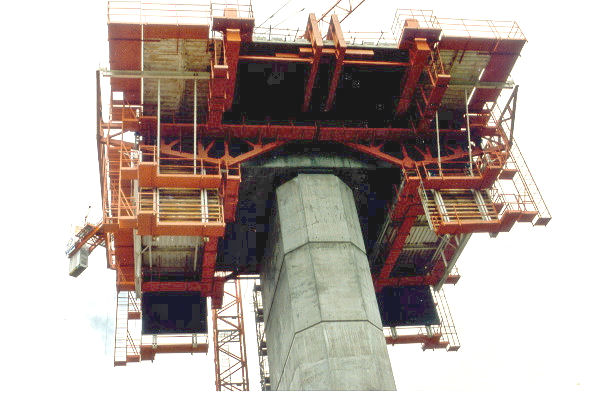
Début de construction en encorbellement du fléau sur la pile P1

La volonté du chantier de monter les deux équipages mobiles du fléau à construire sur le voussoir sur pile (VSP) nécessite une longueur minimale de ce voussoir égale à :
- L = 2 x Longueur de la poutre longitudinale sous le VSP (0,500 + 3,409 + 0,150) + épaisseur de la nervure (0,60) = 8,718 m.

La contrainte architecturale d'avoir un pas constant sur l'ouvrage entre les nervures a conduit l'entreprise à adopter une longueur minimale du voussoir sur pile de 3 fois la longueur d'un voussoir courant, soit :  L = 3 x 3,409 = 10,227 m
Cette conception de l’équipage mobile a permis la réalisation de trois paires de voussoirs courants, soit 20,454 m, par semaine. Cette solution n'est possible que si la qualité du béton permet de lui appliquer les efforts importants dus à la précontrainte à jeune âge.

#### Stabilité de fléau

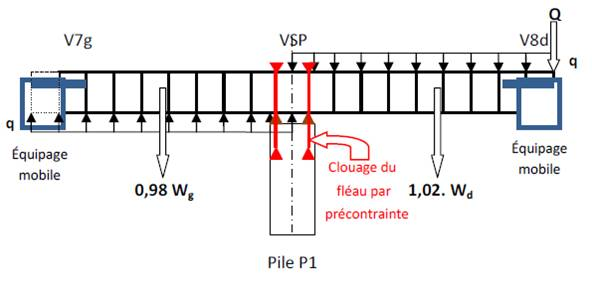
Schéma de la stabilité du fléau sur la pile P1

Pendant la construction des fléaux du tablier symétriquement à part de chaque pile, il est nécessaire de vérifier leur stabilité avant leur clavage avec le fléau voisin. Il faut vérifier leur non basculement.
Les fléaux construits à partir des piles P2 et P3 sont encastrés sur leurs piles. Pour ces piles, il faut vérifier que les armatures liant les voiles verticaux des piles avec les voussoirs sur pile sont suffisantes.

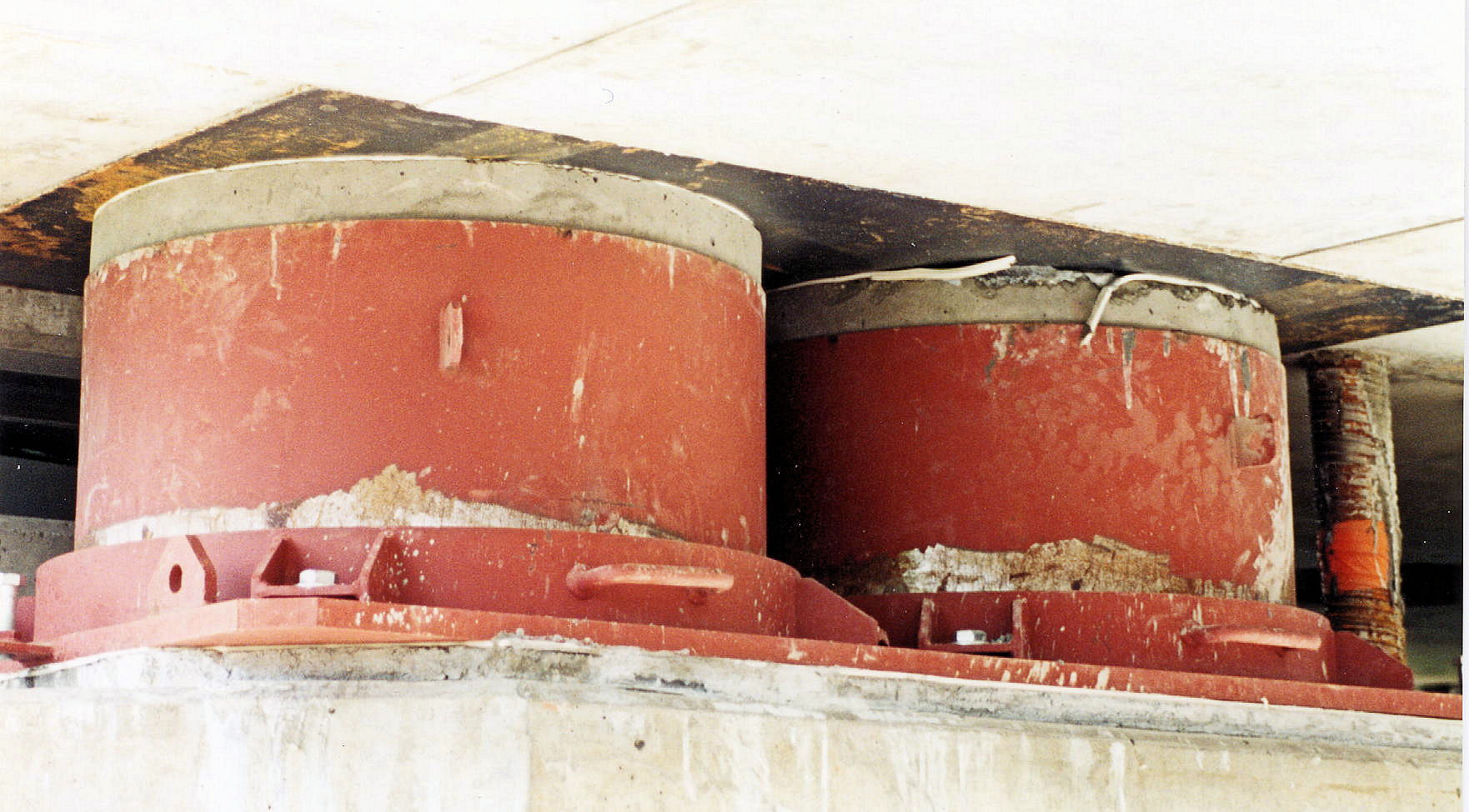
Boîtes à sable servant d'appuis provisoires sur la pile P1 et câble de précontrainte de stabilité

Le problème est plus délicat sur la pile P1 car le fléau est simplement appuyé sur une file d'appuis transversale. Il est nécessaire de l'encastrer provisoirement sur sa pile en disposant deux files d'appuis provisoires disposés transversalement sur les bords des piles. La distance entre ces deux files n'est pas suffisante pour reprendre le déséquilibre des charges. Un système de câbles de précontrainte verticaux lie le voussoir sur pile (VSP) du fléau avec la pile P1. La mise en tension des câbles apporte un effort vertical qui évite le décollement du tablier des files d'appui sous charges normales. Sous des charges exceptionnelles, il y a rotation du fléau qui met en surtension les câbles pour assurer le non-basculement du fléau.
Les actions à prendre en compte, leurs intensités, leurs combinaisons, les limites admissibles sont définies dans les règlements de calculs comme les Eurocodes et dans le guide de conception du Sétra.

## Principales quantités
| Principales quantités                    |              |                             |
| Matériaux                                | Quantités    | Ratios                      |
| Béton C30 des puits                      | 2 100 m3     |                             |
| Armatures des puits marocains            | 112 000 kg   | 53,3 kg/m3                  |
| Béton C30 pour semelles                  | 943 m3       |                             |
| Béton C40 des fûts de piles              | 3 225 m3     |                             |
| Armatures des piles                      | 315 000 kg   | 97,6 kg/m3                  |
| Béton C30 des culées                     | 1 210 kg     |                             |
| Armatures des culées                     | 121 000 kg   | 100 kg/m3                   |
| Béton C50/60 du tablier                  | 8 780 m3     | Épaisseur moyenne : 1,065 m |
| Armatures du tablier                     | 1 114 000 kg | 126,9 kg/m3                 |
| Précontrainte longitude                  | 385 000 kg   | 43,85 kg/m3                 |
| - dont précontrainte intérieure au béton | 237 000 kg   | 27,00 kg/m3                 |
| - dont précontrainte extérieure au béton | 148 000 kg   | 16,85 kg/m3                 |
| Précontrainte transversale               | 45 200 kg    | 5,15 kg/m3                  |

## Principaux intervenants
- Maître d'ouvrage : Autoroutes du Sud de la France (ASF)
- Maître d'œuvre : Scetauroute
- Architecte : Cabinet Lavigne
- Bureau d'études concepteur : Ingerop
- Entreprise : demathieu & bard
- Terrassement despuits marocains : STIPS
- Bureau d'études pour l'entreprise : SECOA
- Conseil géotechnique pour l'entreprise : Fondasol
- Système de précontrainte : VSL France
- Fourniture des appareils d'appui : FIP
- Fourniture du coffrage des piles : Framat
- Fourniture des équipages mobiles et de la plateforme des voussoirs su pile : Ercan
- Fourniture du béton prêt à l'emploi : BDL